# Scisma del movimento esperantista
Con l'espressione Scisma del movimento esperantista (o Skismo in lingua esperanto) si indica il processo che portò alla formazione di due associazioni esperantiste internazionali: la Ĝeneva UEA e l'Internacia Esperanto-Ligo, che per undici anni (dal 1936 al 1947) si contesero il ruolo di maggiore associazione universale esperantista, portando a una scissione della comunità internazionale esperantista. Lo scisma terminò nel 1947 con la riunione delle due associazioni nella precedente Associazione Universale Esperanto.  

## Storia
Lo sviluppo degli eventi che portarono allo Scisma del movimento esperantista iniziò quando l'UEA, fondata nel 1908, provò ad agire anche sul livello nazionale e locale, iniziando a patire in questo modo la concorrenza delle associazioni nazionali. La maggior parte degli esperantisti si era infatti rifiutata di pagare la quota d'iscrizione a più associazioni (per esempio al circolo londinese, all'associazione britannica e all'UEA). Inoltre questo portò gli esperantisti a chiedersi chi potesse rappresentarli all'estero.
Precedentemente l'UEA aveva sottoscritto un contratto per collaborare con le diverse associazioni nazionali e nel 1922 aveva formato il sistema di Helsinki, in cui l'UEA e le associazioni nazionali sostenevano e controllavano di comune accordo l'Internacia Centra Komitato (ICK). Nel 1932 l'UEA aveva però ridotto drasticamente i suoi contributi e di conseguenza durante il Congresso Universale di Esperanto di quell'anno le associazioni nazionali avevano annullato il sistema. Tuttavia l'anno successivo, durante il Congresso Universale di Esperanto, le associazioni nazionali avevano aderito con il patto di Colonia all'UEA, nonostante la una lunga resistenza di quest'ultima.
Nel marzo del 1936 nacque una disputa per dove l'UEA dovesse avere sede: una minoranza riteneva che questa dovesse rimanere a Ginevra, mentre il Direttivo voleva trasferirla a Londra, senza tener conto dello statuto interno. Il tribunale di Ginevra, che ricevette i relativi reclami, sentenziò contro il trasferimento della sede. Tuttavia per la contrarietà dei cosiddetti "protestanti ginevrini", il presidente Louis Bastien rinunciò alla guida dell'UEA dimettendosi. Da quel momento tutte le associazioni nazionali e la maggior parte dei membri della precedente UEA entrarono a far parte della nuova Internacia Esperanto-Ligo, presieduta dallo stesso Bastien e avente sede a Heronsgate, vicino a Londra.
In poco tempo la sede ginevrina dell'UEA, rinominata Ĝeneva UEA, perse l'appoggio di tutte le associazioni nazionali, eccetto quella svizzera e quella spagnola, inattiva a causa della guerra civile che imperversava nel Paese e di tutti i membri, a parte un centinaio. 
Durante gli undici anni dello scisma la Ĝeneva UEA e l'Internacia Esperanto-Ligo si contesero il ruolo di maggiore associazione esperantista internazionale, finché durante il Congresso Universale di Esperanto del 1947 le due associazioni tornarono unite sotto il precedente nome di Associazione Universale Esperanto. Finì in questo modo lo scisma del movimento esperantista.